# Рубанівський Борис Романович
Рубанівський Борис Романович (21.11.1915 — 10.07.1997) — радянський медичний діяч, кандидат медичних наук (1957)

## Життєпис
Народився 21 листопада 1915 у м.Ніжині Чернігівської області.
До призову в армію навчався в Сталінському медичному інституті, після 5-го курсу якого в липні 1941 пішов на фронт.
Служив у піхоті. З липня 1941 по лютий 1942 на Південно-Західному фронті на посаді лікаря окремого саперного батальйону, з лютого 1942 р. по липень 1942 р. — На посаді командира санітарної роти. З липня 1942 по червень 1943 р. — На Донському фронті на посаді начальника санітарної летючки. З червня 1943 р. по травень 1945 р. — На II Білоруському фронті на посаді командира приймально-сортувального взводу.
Війну закінчив у званні капітана, після війни було присвоєно звання майора медичної служби.
З 1948 працював у Донецькому медичному інституті на кафедрі госпітальної терапії, спочатку асистентом, а після захисту в 1957 кандидатської дисертації і до 1985 — доцентом.
Помер 10 липня 1997.

## Науковий вклад
Автор 55 наукових робіт, однієї монографії і кількох методичних посібників.

## Нагороди
- орден Червоної Зірки
- орден Вітчизняної Війни I ступеня
- медаль «За бойові заслуги»
- медаль «За перемогу над Німеччиною».